# Castel di Lama
Castel di Lama (La Lama in dialetto locale) è un comune italiano di 8 392 abitanti della provincia di Ascoli Piceno nelle Marche.

## Geografia fisica
Ancora oggi il comune è diviso in due agglomerati urbani principali: quello di Piattoni-Sambuco (frazione con l'agglomerato urbano più 
antico) nella zona collinare e quello di Villa Sant'Antonio, che però è solo in parte nel comune di Castel di Lama e per la restante nel comune di Ascoli Piceno, nella zona pianeggiante della vallata del Tronto.
Il comune si divide in Ville (che sono delle specie di contrade) e sono:
Villa Piattoni, Villa Chiarini, Villa Croce, Villa Sambuco e Villa Sant'Antonio che sono le principali e poi ci sono le meno popolose Villa Cese, Villa Cabbiano, Villa Valentino, Villa Forcella, Collecchio, Tose, Cese.

## Origini del nome
Il toponimo Castel di Lama è composto dall'accostamento di due termini: "Castel", che indica il castello che sorgeva sulla collina affacciata sulla Via Salaria, e "Lama", dal torrente Lama che scorre a est del territorio; lama, parola che descrive uno smottamento.
La primaria denominazione del territorio e del borgo è stata Castrum Lamae (sec. XIV), in seguito Ville della Lama (sec. XVI), poi Lama (sec. XVIII) e nell'anno successivo alla nascita del Regno d'Italia, assunse il nome definitivo di Castel di Lama, come riportato sia nel regio decreto 9 novembre 1862 n. 978 e sia nella la delibera del consiglio comunale lamense del 17 agosto 1862.

## Storia
Il libero comune nasce nel sec. XIV e dopo un periodo di decadenza rinasce il 6 dicembre 1543, nell'area dove prima erano il castello di Sesto (XI-XII secolo) (nella zona Chiarini-Piattoni) e il Castello di Serraglia, poi Castrum Lamae nella zona di Sambuco (XII-XIV secolo). Il nome di Castrum Lamae è legato al torrente Lama a est del territorio e al castello che dominava dalla collina la valle del fiume Tronto e le importanti vie di comunicazione (Via Salaria). I cippi antichi del VII e VIII miglio sono ancora visibili lungo la Via Salaria.
In epoca romana vide sorgere ville e insediamenti; nel medioevo la tradizione vuole che fosse feudo della famiglia ascolana degli Odoardi; nel Settecento ville signorili adornarono il territorio, determinando un caratteristico sviluppo a mosaico, denominato Ville della Lama.
La chiesa parrocchiale di Santa Maria in Mignano fu fondata nel 1506; il Comune si dotò di propri Statuti nel 1545; partecipò alla seconda guerra del Tronto nel 1556; nel 1749 il territorio della Lama venne eretto a Marchesato da papa Benedetto XIV, su richiesta della famiglia Odoardi; il 29 luglio 1780 con Beneplacito pontificio fu concesso al conte Giacomo Rosati di Monteprandone, in enfiteusi, Pian di Mignano. Nel 1799 le truppe napoleoniche fucilarono 16 concittadini ribelli; nel secondo dopoguerra il comune ha avuto un enorme sviluppo commerciale, industriale, abitativo e sociale.

### Simboli
Lo stemma e il gonfalone sono stati concessi con DPR del 17 maggio 1986.
Il gonfalone è un drappo partito di rosso e di bianco.

## Monumenti e luoghi d'interesse
- Villa Seghetti-Panichi (ex Odoardi) e costruzioni annesse del XIII-XVIII secolo
- antichi edifici comunali di Piattoni (secoli XVI e XIX)
- chiesa di Santa Maria degli Angeli di Chiarini (1693-1695)
- chiesa parrocchiale di Santa Maria in Mignano (secoli XVI e XVIII)
- cisterna romana in Contrada Colle Cese
- targa in memoria dei caduti contro le truppe napoleoniche (Sambuco)
- cippi miliari in Villa Sant'Antonio.

## Società

### Evoluzione demografica
Abitanti censiti

### Tradizioni e folclore
- La prima settimana di settembre di ogni anno si svolge la fiera agricola del Santissimo Crocifisso, la rievocazione storica dell'insediamento del Podestà e il Torneo della Balestra
- In agosto Festa locale Croce-Villa Forcella con tradizionale gara della Ruzzola

## Economia

### Artigianato
Tra le attività economiche più tradizionali, diffuse e attive vi sono quelle artigianali, come l'arte del merletto rinomata in tutto il mondo.

## Infrastrutture e trasporti

### Strade
I collegamenti più importanti sono:
- Il comune si trova nelle vicinanze della Superstrada Ascoli-Mare (svincolo "Ancarano-Castel di Lama") che la collega il Piceno all'Autostrada A14 a est e alla SS 4 Via Salaria a ovest;
- Dorsale Marche-Abruzzo-Molise "Mezzina", collegamento nord-sud in costruzione funzionante in alcuni tratti.

### Ferrovie
Nella località di Villa Sant'Antonio nel comune di Ascoli Piceno, è situata la stazione Offida-Castel di Lama, posta lungo la ferrovia Ascoli Piceno-San Benedetto del Tronto, servita dalle relazioni regionali Trenitalia svolte nell'ambito del contratto di servizio stipulato con la Regione Marche.

### Mobilità urbana
Il trasporto pubblico suburbano a Castel di Lama è gestito dalla società Start SpA. che effettua autocorse sul territorio di Ascoli Piceno.
Dal 1926 al 1952 presso la stazione ferroviaria faceva capolinea la tranvia elettrica di Offida che, con un percorso di circa 11 km, collegava la stessa con l'abitato di Offida.

## Amministrazione
| Periodo           | Periodo        | Primo cittadino     | Partito                                    | Carica      | Note   |
| ----------------- | -------------- | ------------------- | ------------------------------------------ | ----------- | ------ |
| 20 settembre 1988 | 29 luglio 1990 | Giancarlo Vannicola | Partito Comunista Italiano                 | Sindaco     |        |
| 30 luglio 1990    | 4 agosto 1992  | Giancarlo Vannicola | Partito Comunista Italiano                 | Sindaco     |        |
| 12 agosto 1992    | 23 aprile 1995 | Domenico Re         | Partito Socialista Italiano                | Sindaco     |        |
| 24 aprile 1995    | 13 giugno 1999 | Domenico Re         | Centro                                     | Sindaco     |        |
| 15 giugno 1999    | 13 giugno 2004 | Domenico Re         | Centro-sinistra                            | Sindaco     |        |
| 14 giugno 2004    | 8 giugno 2009  | Patrizia Rossini    | Centro-sinistra                            | Sindaco     |        |
| 9 giugno 2009     | 25 maggio 2014 | Patrizia Rossini    | Centro-sinistra Insieme per Castel di Lama | Sindaco     |        |
| 26 maggio 2014    | 20 agosto 2017 | Francesco Ruggieri  | Lista civica Castel di Lama per tutti      | Sindaco     |        |
| 21 agosto 2017    | 10 giugno 2018 | Giuseppe Dinardo    |                                            | Comm. pref. | [ 11 ] |
| 11 giugno 2018    | 14 maggio 2023 | Mauro Bochicchio    | Movimento 5 Stelle                         | Sindaco     |        |
| 15 maggio 2023    | in carica      | Mauro Bochicchio    | Lista civica                               | Sindaco     |        |

Fonte: Ministero dell'Interno .

## Sport

### Calcio
Nella città le squadre di calcio a 11 dalla Terza Categoria in su sono:
- Castel di Lama (Prima Categoria) - nata dalla fusione tra Villa Sant'Antonio (fondata nel 1997) e Lama United (fondata nel 2009)
- Santa Maria Truentina CdL (Seconda Categoria) fondato nel 2002.

Altre società esistite sono state la Truentina Castel di Lama che arriva nei primi anni 2000 in serie D disputando anche i play off, nata dalla fusione delle squadre Truentina e Castel di Lama negli anni 90.
Successivamente alla crisi della Truentina e al suo assorbimento nel S. Maria, crebbe l'Atl. Piceno che arrivò a disputare una stagioni in eccellenza e rimase in paese fino al 2015 quando la società venne acquisita da forestieri e si trasferì a Centobuchi. 
Altre società attive in passato il
Città di Castel di Lama (Terza Categoria) dal 2006 al 2015 e il Villa 2001 nel primo decennio degli anni 2000.
Il campo sportivo principale della città è lo "Stadio Comunale di Castel di Lama".
Altri impianti di gioco sono il "Comunale T.Stipa" ed il "Parrocchiale" (entrambi in erba sintetica).